# Athysanella wardi
Athysanella wardi är en insektsart som beskrevs av Wesley och Blocker 1985. Athysanella wardi ingår i släktet Athysanella och familjen dvärgstritar. Inga underarter finns listade i Catalogue of Life.